# Simone Ghidotti
Simone Ghidotti (Toscolano Maderno, 19 marzo 2000) è un calciatore italiano, portiere della Sampdoria.

## Carriera

### Club

#### Gli inizi e le giovanili
Cresciuto nelle giovanili del Lumezzane, viene notato subito dagli osservatori della Fiorentina che lo includono nella formazione dei Giovanissimi Nazionali ed in seguito percorrendo tutti i livelli delle giovanili viola, dove riesce anche a coqnuistare le attenzioni delle selezioni nazionali giovani. Stefano Pioli in seguito lo aggrega alla prima squadra terzo portiere dietro ad Alban Lafont e Bartlomiej Dragowski. Nel corso dell'esperienza toscana arricchisce il palmares personale con la vittoria della Coppa Italia Primavera 2018-2019.

#### Pergolettese
Il 19 luglio 2019 viene ceduto in prestito alla neopromossa Pergolettese in Serie C, con cui esordisce il 25 agosto seguente nella sconfitta per 2-0 contro il Como. Il 22 settembre successivo registra la sua prima presenza da professionista senza subire reti contro il Novara, seguita dalla successiva trasferta contro la Pro Vercelli, anche questa chiusa imbattuta. Nella prima stagione in prestito fa registrare 20 presenze, 30 gol subiti e 6 clean sheet contribuendo cosi' alla salvezza della formazione cremasca passando pero' dai play-out contro la Pianese. Il prestito alla Pergolettese viene successivamente esteso nell'estate 2020 per la stagione successiva a pochi giorni dall'inizio del campionato dopo che il portiere toscomadernese aveva intanto completato la preparazione pre-stagionale con la Fiorentina . Nella seconda stagione le presenze salgono a 35 come le partite senza subire reti che saranno 11, con 44 reti subite, garantendo cosi la salvezza senza passare dai play-out.

#### Gubbio
Il 18 luglio 2021 si trasferisce al Gubbio, sempre con la formula del prestito,  militando sempre in Serie C, ma questa volta nel girone B. Esordisce con il club il 29 agosto seguente nel pareggio a reti inviolate in casa del Cesena. Il match successivo invece vede la prima vittoria casalinga contro la Fermana sempre senza subire reti. Nella partita casalinga del 28 novembre contro l'Ancona Matelica salva il Gubbio dalla sconfitta, bloccando il rigore che avrebbe portato i marchigiani alla vittoria in casa dei rosso-blu.

#### Como
Il 18 luglio 2022 viene ceduto a titolo definitivo al Como, con cui firma un triennale. Esordisce in Serie B coi lariani il 13 agosto seguente nel pareggio interno contro il Cagliari (1-1). Parte come titolare ma a metà stagione perde il posto a favore di Alfred Gomis, arrivato durante la sessione invernale di mercato. Riesce comunque a collezionare un totale di 18 presenze e buone prestazioni che assicurano alla squadra comasca la salvezza a fine stagione.

#### Avellino
Il 12 luglio 2023 scende di categoria (con la formula del prestito) di nuovo per vestire la maglia dell'Avellino. Rimane titolare per tutta la stagione risultando il primatista stagionale di presenze (38 presenze) della squadra campana che chiude la stagione al secondo posto e disputa i play-off fermandosi alla semifinale contro il Vicenza.

#### Sampdoria
Insieme al centrocampista Alessandro Bellemo e il difensore cipriota Nikolas Iōannou nel pieno della sessione estiva di mercato 2024, Ghidotti viene ceduto a titolo temporaneo con obbligo di riscatto alla Sampdoria, venendo incluso nella trattativa che porta Emil Audero al Como.
Durante la stagione, i continui avvicendamenti in panchina e gli infortuni non gli permettono di trovare continuità. Un infortunio nelle fasi finali del mercato di gennaio spinge la società blucerchiata a ingaggiare il più esperto Alessio Cragno, che da quel momento gli viene preferito fino al termine del campionato, conclusosi con la retrocessione. Tuttavia, la penalizzazione inflitta al Brescia riaccende le speranze di salvezza per la Sampdoria, costretta a giocarsi lo spareggio contro la Salernitana. Nella gara di andata, Ghidotti subentra all’infortunato Cragno, mentre nella partita di ritorno scende in campo da titolare e salva il risultato su un tentativo di Soriano, mantenendo la porta inviolata in un momento cruciale dell’incontro.

### Nazionale
Ha vestito le maglie di tutte le nazionali giovanili italiane a partire dall'Under-15 fino a quella della Under-19.

## Statistiche

### Presenze e reti nei club
Statistiche aggiornate al 18 agosto 2025.
| Stagione            | Squadra             | Campionato          | Campionato | Campionato | Coppe nazionali | Coppe nazionali | Coppe nazionali | Coppe continentali | Coppe continentali | Coppe continentali | Altre coppe | Altre coppe | Altre coppe | Totale | Totale |
| Stagione            | Squadra             | Comp                | Pres       | Reti       | Comp            | Pres            | Reti            | Comp               | Pres               | Reti               | Comp        | Pres        | Reti        | Pres   | Reti   |
| ------------------- | ------------------- | ------------------- | ---------- | ---------- | --------------- | --------------- | --------------- | ------------------ | ------------------ | ------------------ | ----------- | ----------- | ----------- | ------ | ------ |
| 2019-2020           | Pergolettese        | C                   | 21+2       | -27+-3     | CI-C            | 1               | -2              | -                  | -                  | -                  | -           | -           | -           | 24     | -32    |
| 2020-2021           | Pergolettese        | C                   | 35         | -44        | -               | -               | -               | -                  | -                  | -                  | -           | -           | -           | 35     | -44    |
| Totale Pergolettese | Totale Pergolettese | Totale Pergolettese | 58         | -74        |                 | 1               | -2              |                    | 0                  | 0                  |             | -           | -           | 59     | -76    |
| 2021-2022           | Gubbio              | C                   | 35+2       | -30+-2     | CI-C            | 1               | -2              | -                  | -                  | -                  | -           | -           | -           | 38     | -34    |
| 2022-2023           | Como                | B                   | 18         | -25        | CI              | 1               | -5              | -                  | -                  | -                  | -           | -           | -           | 19     | -30    |
| 2023-2024           | Avellino            | C                   | 38+4       | -29+-4     | -               | -               | -               | -                  | -                  | -                  | -           | -           | -           | 42     | -33    |
| 2024-2025           | Sampdoria           | B                   | 9+2        | -8         | CI              | 1               | -1              | -                  | -                  | -                  | -           | -           | -           | 12     | -9     |
| 2025-2026           | Sampdoria           | B                   | 0          | 0          | CI              | 1               | -1              | -                  | -                  | -                  | -           | -           | -           | 1      | -1     |
| Totale Sampdoria    | Totale Sampdoria    | Totale Sampdoria    | 11         | -8         |                 | 2               | -1              |                    | -                  | -                  |             | -           | -           | 13     | -10    |
| Totale carriera     | Totale carriera     | Totale carriera     | 165        | -162       |                 | 5               | -11             |                    | 0                  | 0                  |             | -           | -           | 170    | -173   |

## Palmarès

### Club

#### Competizioni giovanili
- Coppa Italia Primavera: 1

Fiorentina: 2018-2019